# Castiglione di Garfagnana
Castiglione di Garfagnana è un comune italiano di 1 670 abitanti della provincia di Lucca in Toscana. È attraversato dal torrente Esarulo.

## Geografia fisica

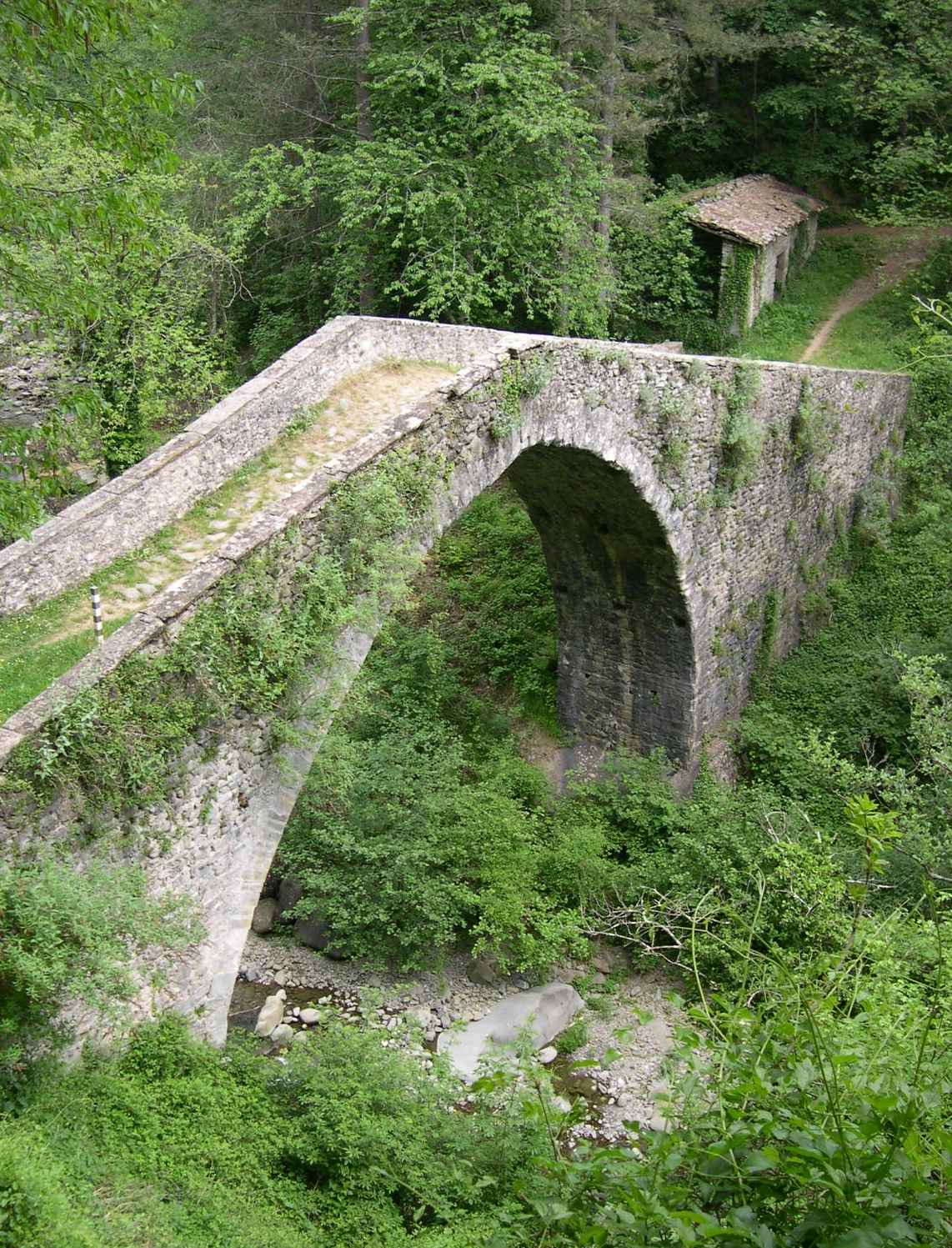
Il ponte medievale sul torrente Esarulo.

Castiglione rientra nella regione della Garfagnana in provincia di Lucca, ed è uno dei sedici comuni che la costituiscono. Il paese è posto su un contrafforte appenninico in riva sinistra del fiume Serchio ad una quota di 545 m s.l.m., ma il territorio comunale ha un'altimetria che oscilla dai 350 m s.l.m. fino ai 1700 m s.l.m. delle cime appenniniche sommitali che lo separano dal territorio del Frignano (Modena).
Dista circa 6 km da Castelnuovo di Garfagnana, sede della Unione dei Comuni della Garfagnana e si trova lungo la strada provinciale del Passo delle Radici. Il territorio si presenta ricco di castagni, conifere e faggi ed è percorso da numerosi sentieri molto interessanti da un punto di vista turistico-ambientale.

## Storia

### Fondazione
Risale al periodo della dominazione romana la costruzione di castra, cioè terre munite di fortificazioni, tra queste Castrum Leonis ("Castello del Leone"). Al tempo fu tenuto in gran conto per la sua posizione di controllo sulla via che conduceva al passo di San Pellegrino, uno dei più facili passaggi dell'Appennino. A causa della sua posizione strategica, il Castello del Leone ebbe un passato molto tormentato e spesso fu costretto a difendersi dai numerosi assedi. Il primo, da parte dei lucchesi, nel 1170 provocò molti danni. La resa impegnò Lucca alla ricostruzione ed alla elevazione a sede di Vicaria, ma Castiglione si fece promotore di una lega di comuni garfagnini contro la stessa repubblica.

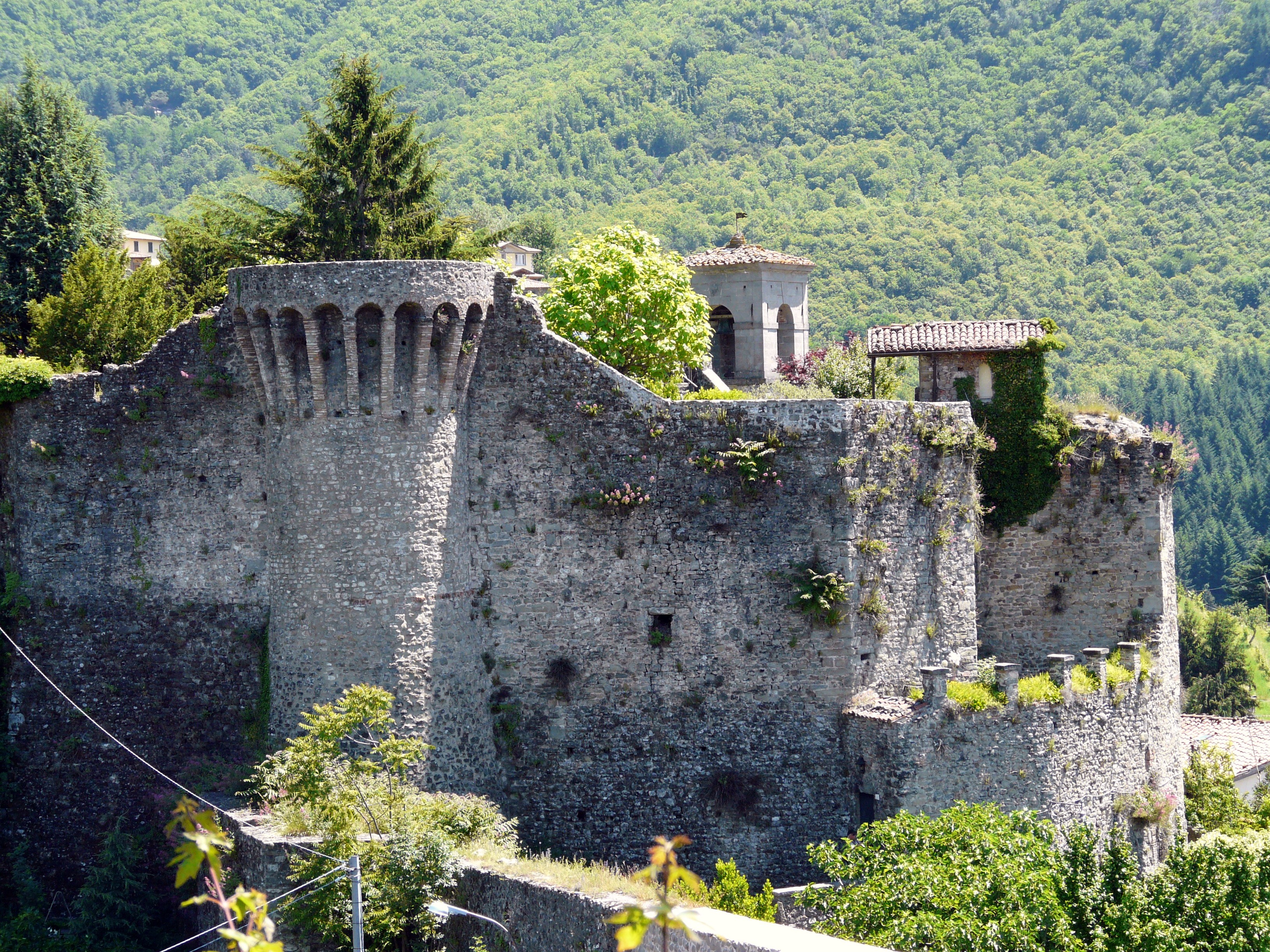
Castiglione di Garfagnana, il castello.

All'inizio del 1200 l'Imperatore Ottone pose nuovamente Lucca alle dipendenze dell'Impero, sciogliendo i Comuni della lucchesia dal giuramento di fedeltà fatto alcuni anni prima alla città. Il castello, distrutto nel 1226, fu ricostruito nel 1230. Lucca ottenne dall'Imperatore Federico II l'investitura imperiale sulla Garfagnana, per amministrare la quale la suddivise in Vicarie e Castiglione Garfagnana diventò la più importante Vicaria della Valle del Serchio.
Intorno al 1310 Arrigo IV di Lussemburgo insediò a Lucca Spinetta il Grande e alcune terre della Vicaria di Castiglione furono inserite nella Vicaria di Camporgiano (data in feudo allo Spinetta). Dopo essere passata sotto dominio pisano, l'8 aprile 1369 Lucca, dopo aver pagato centomila fiorini d'oro a Carlo IV, riconquistò la sua libertà e le sue terre. Il 10 marzo 1371 nel castello di Castiglione fu firmata la pace fra Lucca e gli Antelminelli e altri nobili garfagnini, e Lucca, rientrata in possesso di Castiglione nel 1371, la fortificò con una cinta muraria più robusta e con una serie di torrioni.
Nel XV secolo Lucca guidata da Paolo Guinigi, si ritrovò a guerreggiar nuovamente con Firenze, i fiorentini stabilitisi ormai a Barga cercarono nuovamente di impadronirsi della Garfagnana, ma questa volta molte terre garfagnine per sfuggire ai continui saccheggi e scontri armati fra le due fazioni, chiesero protezione al Marchese di Ferrara Niccolò III d'Este, i fiorentini in Castiglione (restato fedele a Lucca) videro una facile preda e nel 1429 con un'armata di 150 cavalieri e altrettanti pedoni lo posero sotto assedio, i castiglionesi per nulla intimoriti opposero una forte resistenza e i fiorentini accortesi dell'impossibilità di entrare nel castello furono costretti a inviare dei rinforzi, corse in loro aiuto Bernardino Ubaldino della Carda, padre del Duca d'Urbino Federico da Montefeltro, che con 2000 pedoni e 800 cavalieri giunse sotto le mura di Castiglione, ma per un gioco del destino quando tutto era pronto per la battaglia, a Lucca una congiura ordita da Pietro Cenami e Lorenzo Buonvisi, pose fine alla Signoria di Paolo Guinigi, ai castiglionesi saputo dell'accaduto per evitare il peggio, non rimase altro che arrendersi e giurar fedeltà ai nuovi padroni.
Nel XV secolo Castiglione fu dominata per un breve periodo dai fiorentini, ma a seguito della pace stipulata tra Milano (alleata di Lucca) e Venezia (alleata di Firenze), nel 1433 ritornò sotto il controllo lucchese.

### Dal XVI secolo
Tra il XV e il XVIII secolo l'importanza strategica di Castiglione si accrebbe notevolmente. La Garfagnana e la vicina Lunigiana infatti si trovarono divise tra vari stati con la presenza di enclaves e confini sinuosi e frastagliati. Castiglione rimase un territorio della Repubblica di Lucca completamente circondato dal Ducato di Ferrara (poi Ducato di Modena). Per spiegare la maggiore importanza di Castiglione rispetto ad altre pur notabili terre lucchesi in Garfagnana e Lunigiana (Montignoso, Minucciano, Gallicano) basti ricordare come Castiglione controllasse la più importante strada attraverso la quale gli Estensi avrebbero potuto inviare truppe e rifornimenti in Val di Serchio; il mantenimento di Castiglione fu dunque fondamentale per la Repubblica, la quale investì ingenti somme nel potenziamento delle fortificazioni. Castiglione, inoltre, controllava anche il valico di San Pellegrino in Alpe, sito importante anche sotto il profilo religioso e conteso per secoli tra lucchesi, modenesi e reggiani.

### Simboli
Lo stemma e il gonfalone sono stati concessi con decreto del presidente della Repubblica del 1º agosto 1995.
Il leone dello stemma deriva da un antico sigillo che richiama il nome Castrum Leonis, ed è sovrapposto alla balzana bianca e rossa emblema di Lucca a sottolineare la fedeltà a quella città.
Il gonfalone è un drappo troncato d'argento e di rosso.

## Monumenti e luoghi di interesse
- Chiesa di San Michele e Pietro
- Chiesa della Madonna delle Grazie
- Castello medievale

## Economia

### Turismo
I luoghi da visitare a Castiglione di Garfagnana, oltre al capoluogo sono:
- Al Casone di Profecchia ed al Passo delle Radici sono disponibili impianti sciistici e piste da fondo e rappresentano punti base per escursioni sulle innumerevoli cime appenniniche circostanti (Monte Prado, Monte Cusna, Monte Vecchio) attraverso una fitta rete di sentieri immersi lungo faggete secolari.
- San Pellegrino in Alpe. Il borgo, con i suoi 1525 m s.l.m., è il paese stabilmente abitato più alto di tutta la catena appenninica, altra sua peculiarità, è quella di appartenere contemporaneamente a due comuni (Castiglione e Frassinoro), due province (Lucca e Modena) e due regioni (Toscana ed Emilia-Romagna), infatti pur essendo geograficamente collocato sul versante appenninico toscano, al suo interno esiste un'isola amministrativa emiliano-romagnola. Da vedere: il santuario dei Santi Pellegrino e Bianco e il Museo etnografico provinciale "Don Luigi Pellegrini" che conserva oltre 4 000 oggetti legati alla civiltà rurale della valle del Serchio e dell'Appennino tosco-emiliano. Interessanti, il punto panoramico del Molo e il percorso devozionale (legato a vicende di san Pellegrino) detto del "Giro del Diavolo", dove si incontra il cumulo di pietre, portate e ammassate nel corso dei secoli per penitenza dai pellegrini, e la "Fonte del Santo", dove secondo la tradizione il santo si recava per abbeverarsi.

Le feste tradizionali e le manifestazioni più significative che si tengono durante il corso dell'anno sono:
- I Crocioni, la rappresentazione storica della morte di Gesù (rievocazione dell'ultima cena, il bacio di Giuda e la passione di Cristo) il giovedì santo prima di Pasqua.
- La Festa del Regalo, la prima domenica dell'anno, un bambino con non più di 7 anni nato a Castiglione, in segno di riconoscimento alla Madonna per aver salvato il comune durante la peste nel 1631, le dona oro incenso e mirra.
- La Festa del Carmine, ogni 3 anni, nella domenica più vicina al 16 luglio, viene portata in processione la Madonna.
- La Befana, la sera del 5 gennaio gruppi di persone travestiti da befanotti e con la befana in testa, vanno di casa in casa a suonare e ricevere doni. La sera termina con l'incontro dei gruppi nella piazza del Comune.
- Ad agosto si tengono i giorni della "Festa Medievale" tra le mura del Castello che riportano la cittadina di Castiglione alla vita quotidiana del 1200.
- In ottobre, la seconda domenica, tradizionale fiera dedicata al fungo, al tartufo scorzone e alla castagna. Fiera di merci e bestiame. Mercato dei prodotti tipici.

## Società

### Evoluzione demografica
Abitanti censiti

### Etnie e minoranze straniere
Secondo i dati ISTAT al 31 dicembre 2009 la popolazione straniera residente era di 85 persone (46 maschi e 39 femmine).
Le nazionalità maggiormente rappresentate in base alla loro percentuale sul totale della popolazione residente erano:
- Romania 54 2,85%

## Cultura
Molto famosa e rinomata in tutta la provincia di Lucca è la Filarmonica Alpina di Castiglione di Garfagnana fondata nel 1858 con il nome di fanfara popolare attualmente guidata dal Maestro Silvano Marcalli. Nel 2008 sono stati festeggiati i 150 anni di attività della filarmonica con un raduno dei vecchi ed attuali membri della banda.
Dal mese di luglio 2011 è stato riconosciuto, per la grande tradizione musicale, "Paese della Musica".
Personaggi meritevoli di citazione sono il pittore Giovan Battista Santini (1882 - 1956) e il cartografo Domenico Cecchi (1678 - 1745).

## Geografia antropica

### Frazioni
Oltre al capoluogo, anche le frazioni sono interessanti da un punto di vista turistico e meritano una visita da parte di chi vuole recarsi in queste zone. Le frazioni più importanti sono:
- Boccaia: sorge un poco al di sotto di San Pellegrino in Alpe sull'antico tracciato della Via Vandelli, la celebre strada ducale costruita nel '700 degli Estensi per collegare Modena con Massa. Nei pressi, Pratofosco, dove si trova un esemplare monumentale di castagno, chiamato Castagno di Pratofosco.
- Campori è una piccola frazione in espansione, situata nella parte bassa del comune e costruita attorno alla Chiesa di Santa Maria[10]. La chiesa ha origini antichissime e sulla sua facciata sono presenti numerosi fregi risalenti all'epoca longobarda. Nel 2019, per iniziativa del comune, tutte le vie della frazione sono state dedicate soltanto a donne, interpretando la toponomastica al femminile. In tal modo vengono ricordate, tra le altre, Matilde di Canossa, Artemisia Gentileschi, Oriana Fallaci e Alda Merini.[11]
- Casone di Profecchia: nota località sciistica situata ad una quota di 1314 m s.l.m. sulla strada regionale 72 del Passo delle Radici. In tale località sono presenti moderne strutture di ricezione turistica ed è centro logistico di una piccola ma efficiente stazione sciistica. L'edificio principale che oggi ospita l'albergo è dotato di un ottimo ristorante, era una stazione di posta un tempo appartenuta al Duca di Modena.
- Cerageto: suggestiva frazione arroccata su un rilievo soprastante il capoluogo. Conserva intatte le sue caratteristiche di borgo rurale. Molto suggestiva è la vista su tutta la Garfagnana e sulle Alpi Apuane. Dal luglio 2011 è stato riconosciuto ufficialmente, vista la grande tradizione, come Paese degli Orti.
- Chiozza: importante frazione costruita intorno alla chiesa di S. Bartolomeo. Sorge ad una quota di 910 m s.l.m. lungo il ripido tracciato dell'antica Via Vandelli. Notevole importanza riveste l'austera mole del suo campanile ben visibile da gran parte della vallata. Vale la pena soffermarsi in questa località per godere della notevole vista che si ha sulle Alpi Apuane.
- Col d'Arciana e Filippe: più che di frazioni si tratta di aggregati di case che si trovano lungo la strada regionale del Passo delle Radici. Questi aggregati conservano ancora le caratteristiche tipiche dei piccoli borghi rurali alto-appenninici infatti qui possiamo ancora trovare persone che producono formaggi di ottima qualità.
- Isola e Valbona: sono due suggestive frazioni situate nella stretta valle del torrente "Esarulo". Queste borgate conservano intatte le caratteristiche tipiche che contraddistinguono gli aggregati di fondovalle rispetto a quelli che sorgono sulle creste sommitali. Qui si trovano ancora, infatti, mulini ad acqua dotati di macine di pietra che producono farina di castagne (farina di neccio) e di grano.
- Mozzanella e Pian di Cerreto: piccole frazioni che si trovano nell'estrema parte occidentale del comune. Si tratta suggestivi aggregati ben conservati dato il loro recente recupero, in cui si conservano intatte le caratteristiche spiccatamente rurali. Infatti sono circondati da estesi prati che hanno contribuito, in passato, a rendere questa zona tra le più ricche dell'intera vallata, infatti la produzione agricola era nettamente superiore rispetto alle altre data la morfologia territoriale più dolce e meno impervia. A Mozzanella per la Festa di San Rocco, il 16 di agosto, vengono preparati dei piccoli panini chiamati "Panini di San Rocco", i quali dopo essere stati benedetti vengono distribuiti durante la giornata e nei giorni successivi. I panini di San Rocco fanno parte della tradizione dei pani rituali, ai quali sono attribuite funzioni protettive e proprietà taumaturgiche.
- Passo delle Radici: si trova a 6 km oltre il Casone di Profecchia. Situato ad una quota di 1529 m s.l.m., è sede del principale centro sciistico della zona, dotato di tre impianti di risalita e varie piste da sci di fondo. Questo è il valico che segna il confine tra la provincia di Lucca e quella di Modena.
- San Pellegrino in Alpe: è il paese abitato stabilmente tutto l'anno più alto dell'intero arco appenninico. Situato ad una quota di 1525 m s.l.m. e spaccato a metà dalla linea di confine che separa la Toscana dall'Emilia-Romagna, questo antico insediamento è famoso da secoli per la presenza di un santuario che ospita le spoglie dei Santi Pellegrino e Bianco. Inoltre, a San Pellegrino, è presente il "Museo dell'Arte Contadina" dove sono custoditi e catalogati migliaia di attrezzi usati negli ultimi secoli dai contadini della Garfagnana e della montagna modenese. La parte centrale della frazione è una piccola enclave del territorio del Comune di Frassinoro.

## Amministrazione
Di seguito è presentata una tabella relativa alle amministrazioni che si sono succedute dal dopoguerra.
| Periodo        | Periodo        | Primo cittadino            | Partito                            | Carica  | Note   |
| -------------- | -------------- | -------------------------- | ---------------------------------- | ------- | ------ |
| 1946           | 1951           | Giuseppe Lunardi           |                                    | Sindaco |        |
| 1951           | 1964           | Giovanni Piagentini        |                                    | Sindaco |        |
| 1964           | 1985           | Fiorlindo Ferruccio Masini |                                    | Sindaco |        |
| 15 giugno 1985 | 6 giugno 1990  | Feliciano Giannotti        | Democrazia Cristiana               | Sindaco | [ 12 ] |
| 1º luglio 1990 | 24 aprile 1995 | Feliciano Giannotti        | Democrazia Cristiana               | Sindaco | [ 12 ] |
| 24 aprile 1995 | 14 giugno 1999 | Feliciano Giannotti        | Partito Popolare Italiano          | Sindaco | [ 12 ] |
| 14 giugno 1999 | 14 giugno 2004 | Feliciano Giannotti        | centro                             | Sindaco | [ 12 ] |
| 14 giugno 2004 | 8 giugno 2009  | Francesco Giuntini         | centro-sinistra                    | Sindaco | [ 12 ] |
| 8 giugno 2009  | 26 maggio 2014 | Francesco Giuntini         | lista civica Uniti per Castiglione | Sindaco | [ 12 ] |
| 26 maggio 2014 | 27 maggio 2019 | Daniele Gaspari            | lista civica Progetto cambiamento  | Sindaco | [ 12 ] |
| 27 maggio 2019 | in carica      | Daniele Gaspari            | lista civica Progetto cambiamento  | Sindaco | [ 12 ] |

### Gemellaggi
- Isola, dal 2010[13]

Castiglione di Garfagnana è gemellata dal 1º maggio 2010 con il comune francese di Isola, località molto nota in quanto sede del maggior comprensorio sciistico delle Alpi Marittime Francesi e del Mercantour (Isola 2000).

### Altre informazioni amministrative
Castiglione fa parte dell'"Associazione nazionale Città del Castagno" (ottobre 2009) e dei I borghi più belli d'Italia (luglio 2011).